# Karolis Uzėla
Karolis Uzėla (Vilna, 11 de marzo de 2000) es un ex-futbolista lituano que jugaba en la demarcación de centrocampista.

## Selección nacional
Tras jugar en distintas categorías inferiores de la selección, el 2 de septiembre de 2021 hizo su debut con la selección de fútbol de Lituania en un encuentro de clasificación para la Copa Mundial de Fútbol de 2022 contra Irlanda del Norte que finalizó con un resultado de 1-4 a favor del combinado norirlandés tras los goles de Daniel Ballard, Conor Washington, Shayne Lavery y Paddy McNair para Irlanda del Norte, y de Rolandas Baravykas para Lituania.

## Clubes
| Club              | País     | Año       | Partidos | Goles |
| ----------------- | -------- | --------- | -------- | ----- |
| FK Žalgiris       | Lituania | 2017-2018 | 10       | 2     |
| S.P.A.L. (cedido) | Italia   | 2018-2019 | 0        | 0     |
| FK Žalgiris       | Lituania | 2019-2022 | 54       | 7     |
| FK RFS            | Letonia  | 2022-2023 | 16       | 1     |
| FK Kauno Žalgiris | Lituania | 2023-2024 | 13       | 2     |
| FK Transinvest    | Lituania | 2025      | 0        | 0     |